# Онази, Оджени
Одже́ни Э́дди Она́зи (англ. Ogenyi Eddy Onazi; родился 25 декабря 1992, Джос, Нигерия) — нигерийский футболист, полузащитник клуба «Ист Риффа» и сборной Нигерии.

## Клубная карьера
Оджени начинал свою карьеру в скромном нигерийском клубе «Май Пипл», где его приметили селекционеры итальянского «Лацио». Также они были впечатлены его выступлениями на чемпионате мира (до 17) 2009 года, проходившем в родной стране игрока. За «Лацио» он дебютировал 6 мая 2012 года в матче против «Аталанты». В сезоне 2012/13 новый главный тренер «Лацио» Владимир Петкович использовал игрока в основном в матчах Лиги Европы. В сезоне 2012/13 в Серии А Онази провёл четыре матча.

## Карьера в сборной
Выступал за сборную до 17 лет, в составе которой завоевал серебряные медали домашнего мирового первенства. Его дебют за сборную Нигерии состоялся 13 октября 2012 года в матче со сборной Либерии. Оджени в составе своей сборной выступал на Кубке африканских наций 2013.

## Достижения
Лацио
- Обладатель Кубка Италии: 2012/13

Сборная Нигерии
- Обладатель Кубка африканских наций: 2013.